# Věková pyramida

Věková struktura obyvatelstva ČR podle pohlaví v roce 2017

Věková pyramida (také věková struktura) představuje grafické znázornění věkové struktury obyvatelstva daného regionu. Název je odvozen od trojúhelníkové podoby grafu, ze kterého lze věkovou strukturu obyvatelstva vyčíst. Znázorňuje počet mužů a žen v daném věku, v daném okamžiku a na vymezeném území.

## Podoba
Mezinárodně je zavedená[zdroj?] podoba grafu s trojúhelníkovou základnou na ose "x" (počet obyvatel), na ose "y" je poté vyznačen věk od roku 0 do libovolně zvoleného maxima. Maximum se nejčastěji stanovuje ve velmi vysokém věku, kdy je počet jedinců v daném věku tak malý, že je téměř zanedbatelný, v takovém případě se horní hranice píše se znaménkem "+" a vyjadřuje, že v této skupině jsou zahrnuté všechny následující věky až po nejstaršího žijícího muže či ženu.
Ujednána je také podoba rozmístění populace podle pohlaví. Levá strana zobrazuje mužské pohlaví a pravá strana ženské. Rozdělení na muže a ženy je nutné, jelikož by v opačném případě došlo ke značnému zkreslení (v případě vysokého věku, kdy je vyšší nadúmrtnost mužů než žen). Vazba mezi pohlavím a věkovou strukturou je zásadní, protože v některých příkladech lze vypozorovat značné rozdíly dány biologickými vlastnostmi (mužská nadúmrtnost) nebo třeba politickými (válka a jiné).
Většinou je věková pyramida nepřepočítaná, tj. počet obyvatel v jednotlivých věkových skupinách je znázorněn v absolutních hodnotách (lze přesně určit kolik jedinců se vyskytuje v definovaných věkových skupinách). Pro porovnávání několika regionů je však mnohem výhodnější a srovnatelnější věková pyramida vyjádřená v relativních hodnotách. V takovém případě se na ose "x" vyskytují hodnoty, které udávají, kolik podílu na celkové populaci zaujímají věkové skupiny.
Věková pyramida ovšem nemá přesně tvar trojúhelníku, ale vlivem různých zásahů ekonomického, sociologického, demografického a politického vývoje nebo také díky neočekávané situaci (přírodní katastrofy) lze vypozorovat různé výkroje nebo výběžky. Výkroje představují negativní vliv, kdy došlo ke snížení populace. Výběžky pak znázorňují nadprůměrný počet jedinců v daných věkových skupinách, došlo tedy k navýšení populace. Výběžky i výkroje představují z demografického a potažmo ekonomického a sociologického pohledu vždy problém, protože zastupují pouze nestandardní výkyv. Žádoucí jsou stabilní trendy bez výrazných výkyvů.

## Typy věkových pyramid
Pokud se redukují výkyvy, lze podobu (tvar) věkové pyramidy rozdělit na tři základní typy. V podstatě předkládají vývoj populace v retrospektivním pohledu (lze odvodit vývoj, jakým populace procházela v historii) a také znázorňují poměr mezi třemi základními složkami populace. První složku představují děti (většinou se udává skupina ve věku 0-14 let; do konce povinné školní docházky), následuje reprodukční složka (15-49 let) a populaci uzavírá složka postreprodukční (50 a více let).
Pro ekonomické účely, lze někdy pracovat se složkami dětí, ekonomicky aktivních a lidmi v důchodovém věku. Složka ekonomicky aktivních poté zahrnuje lidi od věku 15 do věku těsně před vstupem do důchodu (pro mezinárodní srovnávání se používá věk 64 let). Od roku 65 následuje zmíněná složka lidí v důchodovém věku.

### Progresivní typ
Tento typ nejlépe kopíruje tvar pyramidy, představuje také klasický model populace pro rozvojové země a v historii to byl jediný model, který pasoval na všechny historické a prehistorické populace. Lze jej vystopovat i u některých národnostních minorit rozvinutých nebo vyspělých států (např. romská populace v České republice).
Z podoby grafu plyne, že dětská složka převažuje nad reprodukční a ta převažuje nad postreprodukční, která se vyznačuje vysokou intenzitou úmrtnosti. Tvar pyramidy má tedy širokou základu, strany jsou konkávní (prohnuté dovnitř trojúhelníku) a vrchol je ostře špičatý.
Jednotlivé typy pyramid může ovlivnit například vysoký podíl zahraniční migrace. Což se děje hlavně v současnosti ve Spojených státech, migrace také ovlivňuje výši reprodukce. Zákonitostí ve struktuře poprvé jmenoval švédský demograf a statistik Axel Gustav Sundbärg, který své poznatky publikoval v roce 1900. V jeho době byl však jeho zákon ovlivněn tehdejšími reprodukčními poměry a věková struktura nebyla tolik narušena různými výběžky a výkroji jako dnes.

### Stacionární typ
Stacionární typ v demografické revoluci navazuje na progresivní typ. Dětská složka se pomalu dostává do rovnováhy s reprodukční složkou (snižuje se počet narozených dětí). Při déletrvajících podmínkách časem dochází k pouhému nahrazování obyvatelstva v reprodukčním věku (výše úmrtnosti se ale nesmí radikálně měnit). Zvyšuje se také podíl v postreprodukčním věku (dochází ke zvyšování naděje dožití) a celkový počet obyvatel je v delším časovém horizontu spíše konstantní (nedochází k výraznému nárůstu populace).

### Regresivní typ
Poslední typ se vyznačuje přesně opačnými vlastnostmi typu progresivního. Má tvar urny a označuje vymírající populaci. Nejméně lidí se vyskytuje v dětské složce a nejvíce pak v postreprodukční (nebo je s reprodukční na podobné úrovni). Základna grafu je úzká a strany jsou konvexní (vypouklé), z toho plyne, že stabilně klesá počet nově narozených dětí a v delším časovém horizontu se bude celkový počet obyvatel snižovat. V takovémto případě zároveň dochází ke stárnutí populace a zvyšuje se ekonomická zátěž na celou populaci. Graficky je tento stav znázorněn výrazně širším vrcholem.
Dnes se s tímto modelem můžeme setkat ve většině zemí západní a severní Evropy, včetně České republiky, a zemí, kterých se týká druhý demografický přechod.

## Interpretace
Při srovnávání několika věkových pyramid stejného způsobu zpracování (absolutní nebo relativní) za stejný region, lze vidět trend a "pohyb" populace. Jednotlivé výběžky a výkroje se stále reprodukují, posouvají se směrem do vyššího věku a vlivem úmrtnosti a snižováním počtu jedinců se zaoblují a pomalu vytrácejí. Všechny tyto nerovnoměrnosti se tedy dlouhodobě promítají do populačního složení a mohou způsobovat značné problémy.

Věková struktura ČR v letech 1980 - 2007
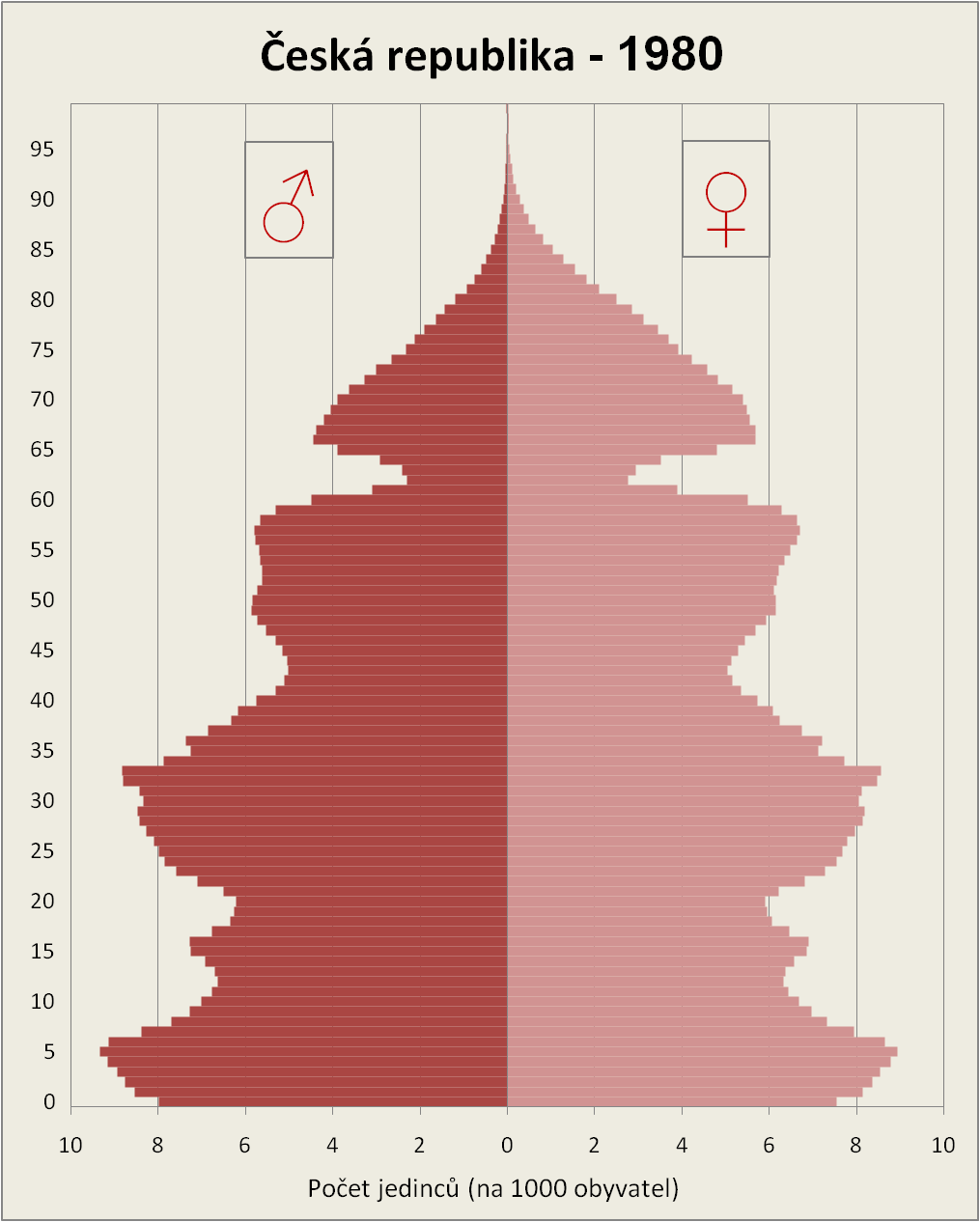
1980
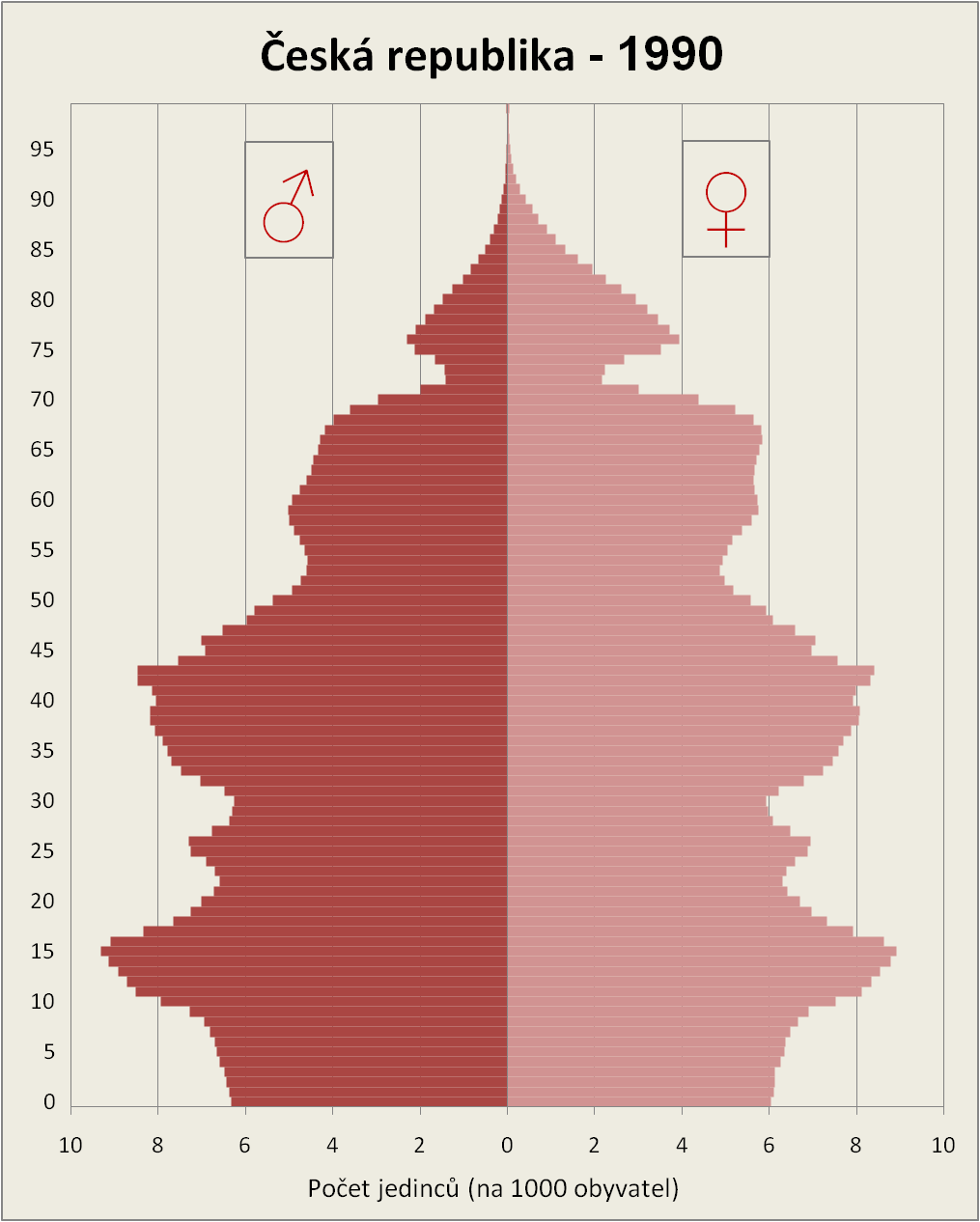
1990
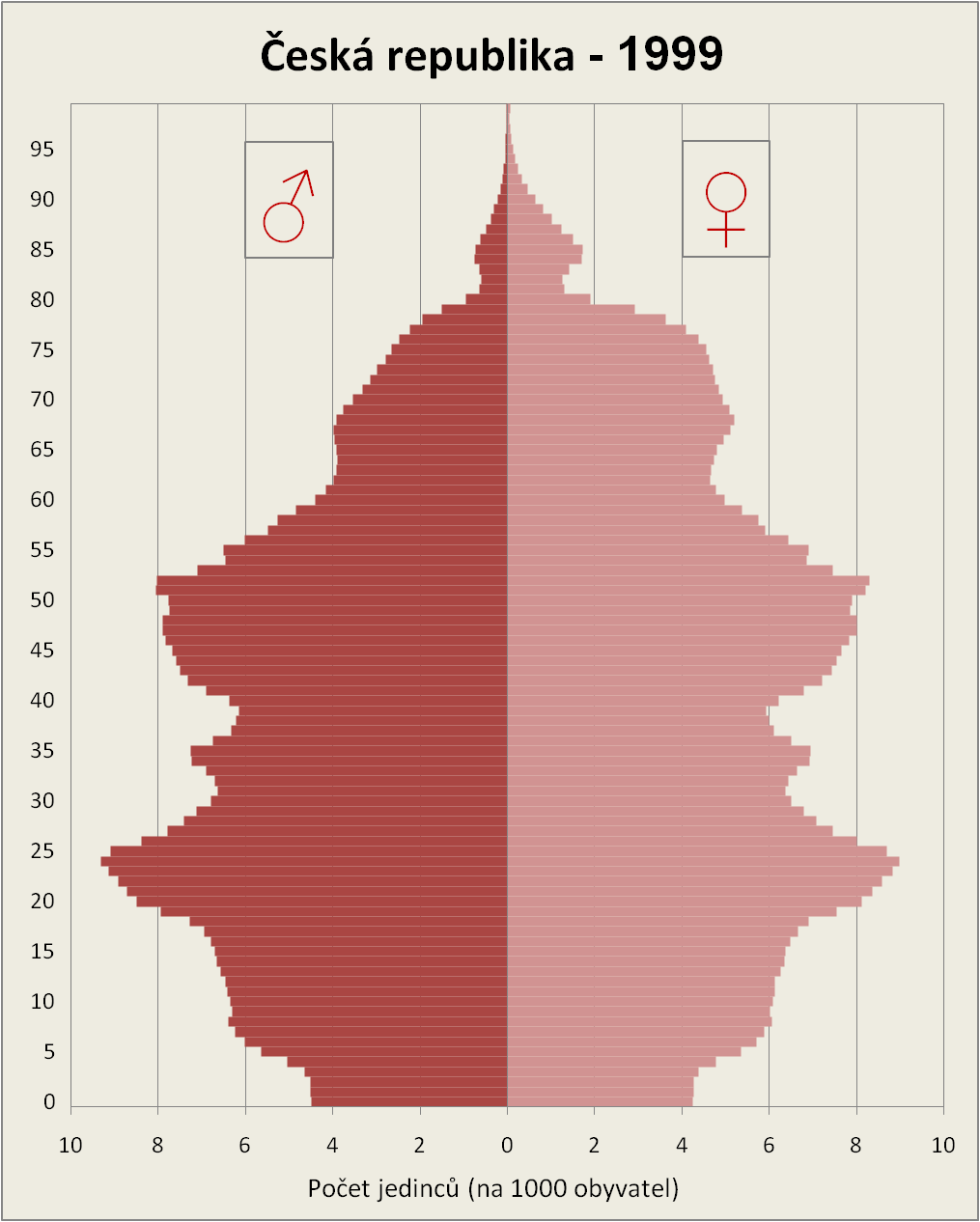
1999
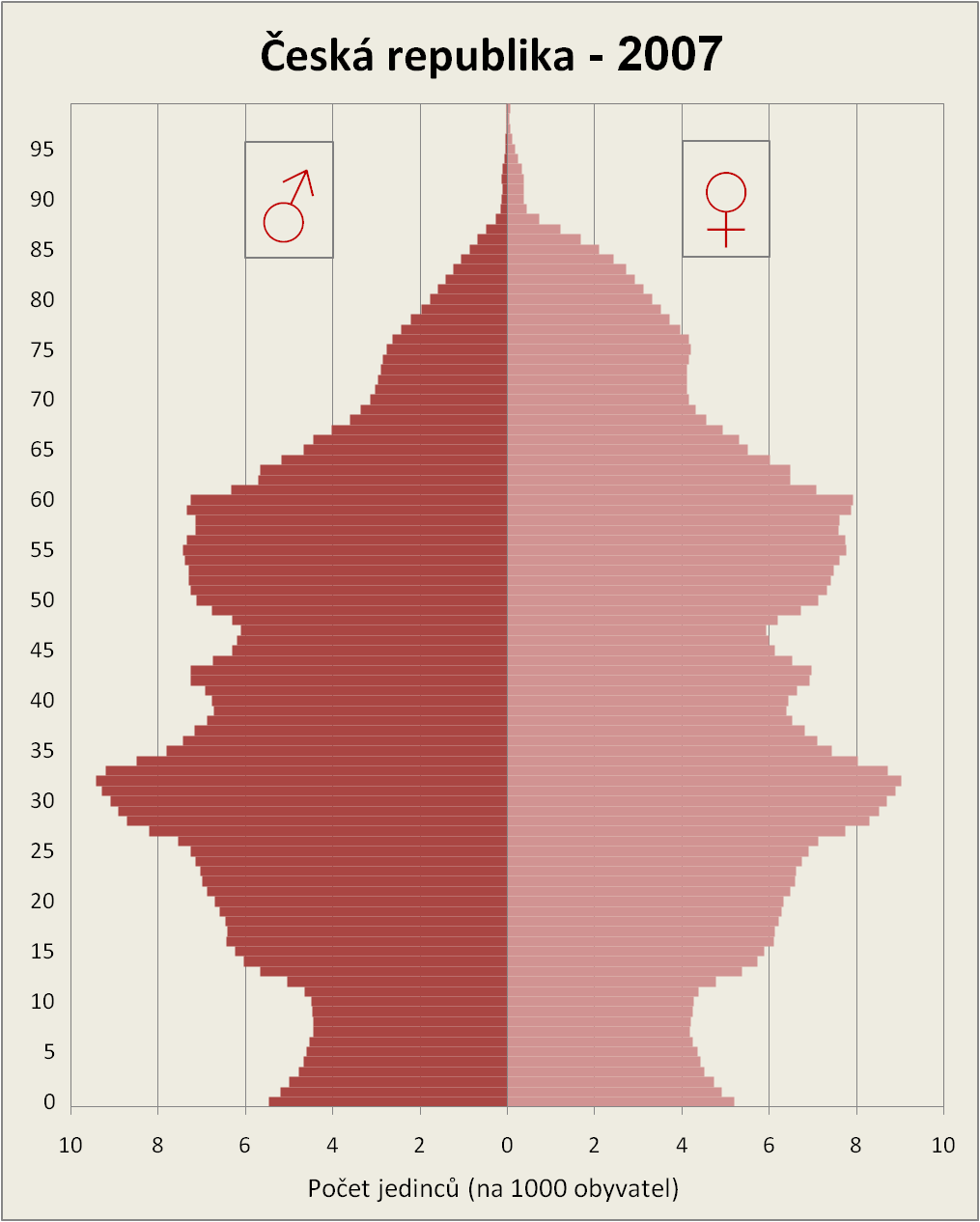
2007

Pyramida zobrazující rok 1980 má hned několik výrazných nerovnoměrností. Nejvyšší je výkroj kolem 60. a 65. roku věku, zpětně se tedy jedná o vysokou úmrtnost a nízkou porodnost (natalita) během I. světové války. Druhý výkroj zase kopíruje stejnou situaci pro hospodářskou krizi 30. let.
Výběžky představují populační vlny. Tou nejnižší u všech věkových pyramid jsou právě silné populační ročníky 70. let (vzhledem k charakteru, že jednalo o populační politiku, která má krátkodobý charakter, bylo trvání této vlny krátké). Právě tato vlna způsobila (vedle dalších vlivů) nárůst počtu nově rozených dětí a rozšiřování základny věkové pyramidy České republiky po roce 2000.

## Specifické typy
Věkové pyramidy už podle názvu vycházejí z věkového složení obyvatelstva, ale lze je ovšem vztáhnout i na jiná data. Hodí se však jen ta, která beze zbytku pokrývají celou populaci a nemůže dojít k případu, že nějaká část populace bude chybět.
Tak lze například vytvořit pyramidu podle rodinného stavu, jelikož každého občana můžeme zařadit do jedné ze čtyř skip (svobodný – ženatý/vdaná – rozvedený – ovdovělý). Dalším příkladem může být věková struktura podle národnosti, to se ovšem vyplatí jen v oblastech, kde je více majoritních skupin různých národností (např. v USA). V České republice by taková pyramida neměla smysl, jelikož zastoupení jednotlivých národností je tak malé, že by bylo v grafu téměř nečitelné.